# Lindholm (Smålandsfarvandet)
Lindholm es una pequeña isla perteneciente a Dinamarca, ubicada entre las islas de Lolland y Askø. La isla ha sido poblada en el pasado, pero actualmente se encuentra deshabitada desde los años 90.
Jacob Ellehammer fue el primer europeo en acceder a la Lindholm en avión, llegando por primera vez el 12 de septiembre de 1906.
- Datos: Q1826202